# Juno Reactor
Juno Reactor è un progetto musicale, conosciuto per la cinematica fusione di musica elettronica, musica sinfonica e musica etnica, i cui brani sono stati inclusi nelle colonne sonore di Matrix e altri film. Il centro del progetto è Ben Watkins, e le sue collaborazioni con un insieme e in costante avvicendamento di musicisti provenienti da ogni parte del mondo, tra cui il percussionista Mabi Thobejane dal Sudafrica assieme ai countrymen Amampondo, Eduardo Niebla, Steve Stevens, del batterista, Greg Ellis, Taz Alexander, Ghetto Priest e di recente anche Yasmin Levy.

## Storia
Il gruppo Juno Reactor, venne formato inizialmente nel 1990 come progetto artistico. Ben Watkins sentiva la spinta interiore a collaborare con altri artisti per produrre e per essere coinvolto in progetti musicali che non fossero guidati esclusivamente dalla logica commerciale. Volle creare colonne sonore sperimentali musical/non musical, delle vere e proprie installazioni artistiche con collaterali progetti cinematografici.
Nel 1993, la Juno Reactor pubblicò il primo singolo, Laughing Gas, per l'etichetta discografica, NovaMute. Questo fu subito seguito dal loro album di esordio, Transmissions. Questa pubblicazione è considerata uno dei primi album del genere musicale Goa trance. Più tardi, la band pubblicò l'album Luciana per l'etichetta di Alex Paterson del gruppo inglese, The Orb Inter-Modo. La Juno Reactor lasciò nel 1995 la NovaMute e la Inter-Modo, firmando per l'etichetta discografica inglese Blue Room Released, per pubblicare il singolo, Guardian Angel. Il loro album, Beyond the Infinite venne pubblicato nel 1996.
Nel 1997 vide la pubblicazione per la Wax Trax! Records/TVT Records, di Bible of Dreams, il quarto album legato alla band dei Juno Reactor. L'album possedeva un sound molto diverso rispetto ai lavori precedenti, scostandosi dalla tradizionale beat dance e inglobando musica tribale. Watkins collaborò con Amampondo, un percussionista tradizionale sudafricano per comporre il singolo, Conga Fury. Ben Watkins ed Amampondo si recarono in un tour di cinque settimane negli Stati Uniti, con l'apertura del concerto affidata al cantante e compositore inglese, Moby. Nel 1998 la Juno Reactor suonò, al Festival di Glastonbury, un entusiasmante live set con Amampondo.
Watkins pubblicò il quinto album con i Juno Reactor, Shango nel 2000. Il primo pubblicato con la Metropolis Records. Il primo pezzo dell'album, dal titolo, Pistolero, fu realizzato in collaborazione con il chitarrista Steve Stevens alias Billy Idol. Il brano apriva una nuova era musicale per la Juno Reactor. Questo brano fu anche utilizzato nel corso del trailer per il film, Once Upon a Time in Mexico, terzo capitolo della Trilogia dei Mariachi. Nell'autunno del 2002, la Juno Reactor pubblicò un nuovo singolo intitolato, Hotaka. Venne registrato in uno studio giapponese prospiciente il Fuji. Hotaka ancora una volta si avvaleva della collaborazione di Steve Stevens alla chitarra, e includeva tradizionali tamburi Taiko. Nel 2003, fu pubblicato l'album, Odyssey 1992–2002, una compilation con i migliori brani della Juno Reactor prodotti nella decade precedente.
L'ultimo album della Juno Reactor, Labyrinth, venne pubblicato nell'ottobre del 2004, e conteneva il lavoro svolto da Watkins per la serie dei film di Matrix. Il nuovo album ancora una volta cementò le influenze tribali presenti nella loro musica attraverso pezzi come Conquistador II.
Nel 2006 Ben Watkins venne ingaggiato per comporre un'opera orchestrale per il manga, Brave Story, un fumetto e anime giapponese. La Sony Japan pubblicò la colonna sonora nel luglio 2006. Registrato in Slovacchia con la Bratislava Radio Symphony Orchestra e il coro, dimostra la presenza di un nuovo, versatile e inatteso aspetto di Ben Watkins e della Juno Reactor.
Il 2008 vedrà la collaborazione di Koji Morimoto e Ben Watkins, per un progetto anime sperimentale chiamato, Genius Party.
Il nuovo album della Juno Reactor, Gods and Monsters, venne pubblicato nel marzo del 2008, con l'introduzione del gruppo, Ghetto Priest e Sugizo tra i membri della Juno Reactor, assieme a Eduardo Niebla, Xavier Morel, e la cantante e cantautrice israeliana Yasmin Levy.
Nell'ottobre 2006, la Juno Reactor fu protagonista di un concerto a Tokyo. Questo show apparirà nel DVD del tour.

## Apparizioni nei media
Il loro remix della canzone della cantante statunitense, Traci Lords, dal titolo, Control, solo strumentale, appare nella colonna sonora del film, Mortal Kombat. Tornarono per la colonna sonora della serie Mortal Kombat Annihilation, con pezzi come, Conga Fury. Più tardi il gruppo in collaborazione con Don Davis, realizzò alcuni brani per la colonna sonora della serie del film Matrix e per video games collegato. I brani più noti sono quelli della scena della fuga in autostrada in, The Matrix Reloaded, che conteneva il pezzo, Mona Lisa Overdrive, e Animatrix, che conteneva i brani, Masters Of The Universe nella breve Kid's Story, e Conga Fury, in Animatrix Remix, su Final Flight of the Osiris. Il loro singolo, Guardian Angel, appare come tema di apertura per la serie anime, Texhnolyze. Guardian Angel fu anche usato nel film, Drive - Prendetelo vivo, con Mark Dacascos e Kadeem Hardison. Un altro pezzo della Juno Reactor appare nel film, L'eliminatore, un altro in Virtuosity, uno in Lost in Space, e uno nel trailer per Romeo + Juliet, Beowulf e anche in Once Upon a Time in Mexico. La Juno Reactor ha suonato anche nel corso dei match professionistici di baseball, basketball, e gridiron football, e al Grand Prix di motociclismo del Giappone; appaiono anche sul gioco per PlayStation, Jet Moto 3 ed anche su giocho per PlayStation 2, Frequency, così come per Xbox game, Mad Dash Racing. La Juno Reactor ha composto anche brani per la colonna sonora al gioco, Mark of Kri e anche God is God per la versione del 1999 di Beowulf.
La Juno Reactor ha anche realizzato una canzone per il gioco, Dance Dance Revolution Ultramix 4, e hanno inoltre prodotto parte della colonna sonora di Genius Party, un film anime dello Studio 4°C.

## Curiosità
- Uno dei logo della band è attualmente una forma del simbolo associato all'asteroide Juno.

## Formazione
La formazione è composta da numerosissimi collaboratori che nel tempo si sono alternati. La seguente si riferisce a quella che ha preso parte alle performance live più recenti.
- Ben Watkins
- Mike McGuire
- Stephane Holweck
- Taz Alexander (Voce)
- Mabi Thobejane (Congas)
- Michael LaDonga (Percussioni africane)
- Simpiwe Marele (Percussioni africane)
- Mandala Lande (Percussioni africane)
- Greg Ellis (Batteria)
- Paul Jackson (Basso)
- Steve Stevens (Chitarre)
- Sugizo (Chitarra, violino)
- Squid (Ghetto Priest) (rap & dance)
- Xavier Morell (DJ)

## Discografia

### Album studio[4]
- Transmissions (NovaMute Records 1993)
- Luciana (Inter-Modo 1994) (traccia di 61 minuti originariamente registrata per l'installazione d'arte site-specific, The Missile Project)
- Beyond the Infinite (Blue Room Released 1995)
- Bible of Dreams (Blue Room Released 1997)
- Shango (Metropolis Records 2000)
- Labyrinth (Metropolis Records, Universal Music 2004)
- Gods and Monsters (2008)
- Inside The Reactor (2011)
- From The Land Of The Rising Sun-Inside The Reactor II (2012)[5][6]
- The Golden Sun of the Great East (2013)
- The Mutant Theatre (Metropolis Records, 2018)

### Singoli ed EP
- Laughing Gas (1993)
- High Energy Protons (1994)
- Guardian Angel (1995)
- Samurai (1996)
- Conga Fury (1996)
- Jungle High (1997)
- God Is God (1997)
- GOD IS GOD!! (Front 242 Mixes) (1997)
- Pistolero (Blue Room Released 2000)
- Masters of the Universe (2001)
- Hotaka (2002)
- The Zwara EP (2003)
- Song to the Siren (2009)
- Fear Not (2009)
- Our World (2017)
- Dakota (2018)

### Raccolte
- Odyssey 1992-2002

### Live
- Shango Tour 2001 Tokyo (Live In Tokyo) (2002)